# Église Saint-Anastase de Saint-Martin-d'Oydes
L'église Saint-Anastase de Saint-Martin-d'Oydes est un édifice de style néo-roman du XIXe siècle sur la commune de Saint-Martin-d'Oydes, dans le département de l'Ariège, en région Occitanie.

## Localisation

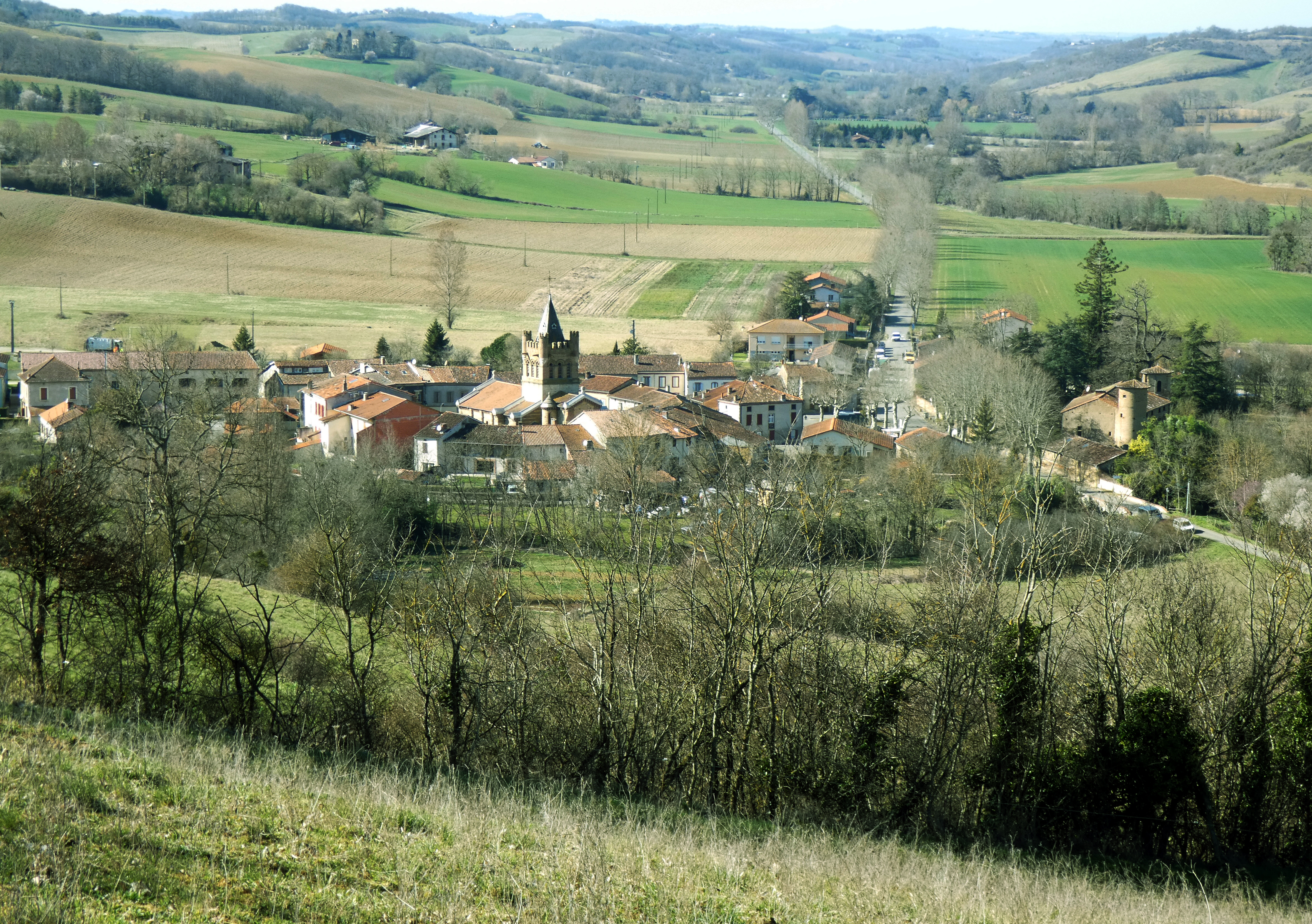
L'église entourée de maisons disposées en ellipse.

L'église se trouve au cœur du village de Saint-Martin-d'Oydes à 276 m d'altitude. Avec Saint-Félix-de-Rieutord et Saint-Félix-de-Tournegat, il s'agit d'une circulade ou village rond du département de l'Ariège.

## Historique
Construite sur l'emplacement d'une église romane du XIe siècle alors à simple nef et détruite partiellement en 1574 lors des guerres de Religion, elle était très délabrée et trop exigüe. Il fut décidé de construire un nouvel édifice sur la base d'un devis fourni en 1878 par l'architecte diocésain Ferdinand de Coma. Achevée en 1887, seules les bases des murs du clocher et du chevet de l'église initiale ont été réemployées.
En 1941, Isaak Diez de Ibarrondo, originaire de Vitoria et réfugié chez Pierre Dumas, résistant du groupe local de Combat, peint sur les parois latérales de l'église deux grandes scènes dédiées aux saints patrons de l'église Martin et Anastase.
L'église, avec le sol non cadastré qui l'entoure, fait l'objet d'une inscription en totalité à l'inventaire supplémentaire des monuments historiques par arrêté du 14 octobre 2015. En effet, les maisons qui enserrent l'édifice religieux constituaient en elles-mêmes une enceinte fortifiée, formant une ellipse autour de l'église pouvant ainsi assurer une défense efficace.

## Description
C’est une église à trois nefs de la fin du XIXe siècle conçue dans un style revendiqué néo-roman. Le clocher carré défensif est complété par quatre échauguettes crénelées.

## Mobilier
La base Palissy compte 13 références d'objets protégés dont les fresques murales de Diez de Ibarrondo.

## Valorisation du patrimoine
Chaque premier dimanche de mai se déroule depuis l'église la procession de saint Anastase mort vers 1085 sur la commune.